# リュウキュウマツ
リュウキュウマツ（琉球松、学名: Pinus luchuensis）は、マツ科マツ属の針葉樹。

## 形態
樹高は最大25メートル (m) 、幹径1 mに達するが、台風の影響があり、ここまで大きくなるのは稀という。樹冠は傘型で、横に大きな枝を出す。樹皮の色合いはクロマツに似ており深く裂ける。枝は長枝と短枝を持つ二形性で葉は短枝に2本が束生する。長さは10 - 15センチメートル (cm)と日本産種では最も長く 、アカマツのように細くてやわらかい。球果（松かさ）は卵形で、長さ約3-5 cm、幅は約2-2.5 cmほどある。種子は翼を持つ。
発芽様式は地上性（英：epigeal）で子葉は地上に出てくる。他のマツと同じく多子葉植物である。子葉の数は6枚前後とクロマツより若干少なくアカマツに近いという。

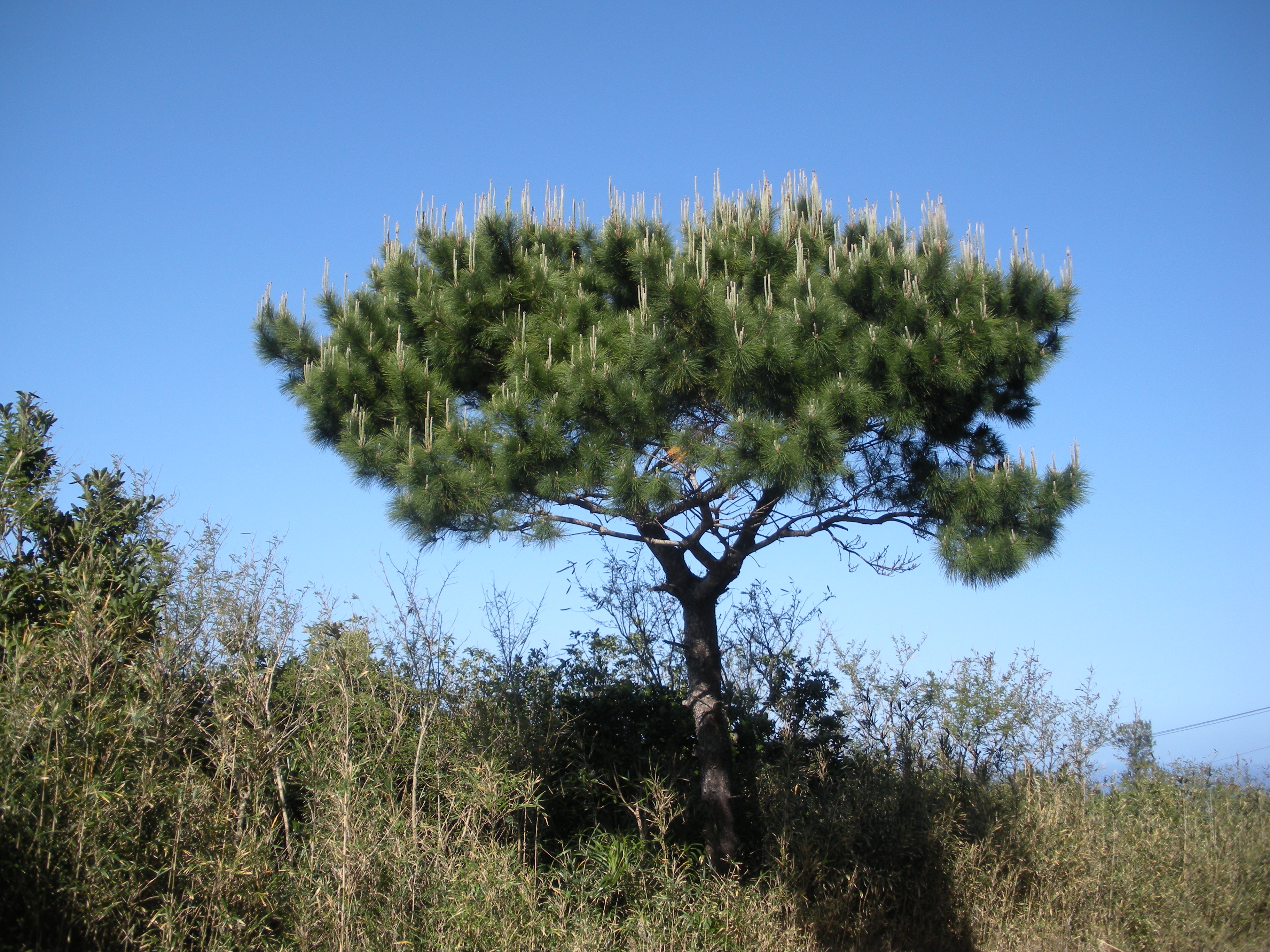
傘型の樹冠を持つリュウキュウマツ（小笠原諸島父島）
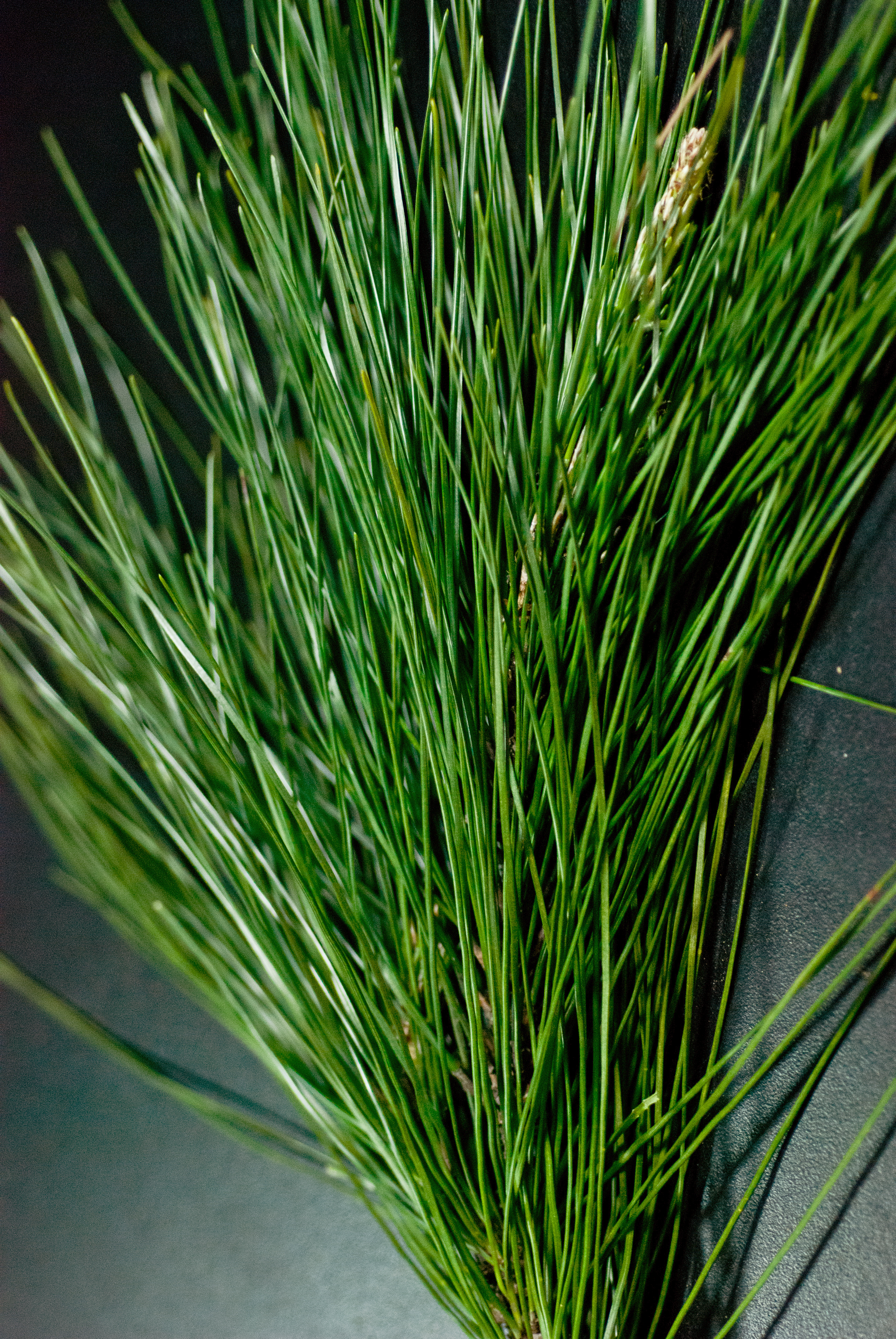
葉
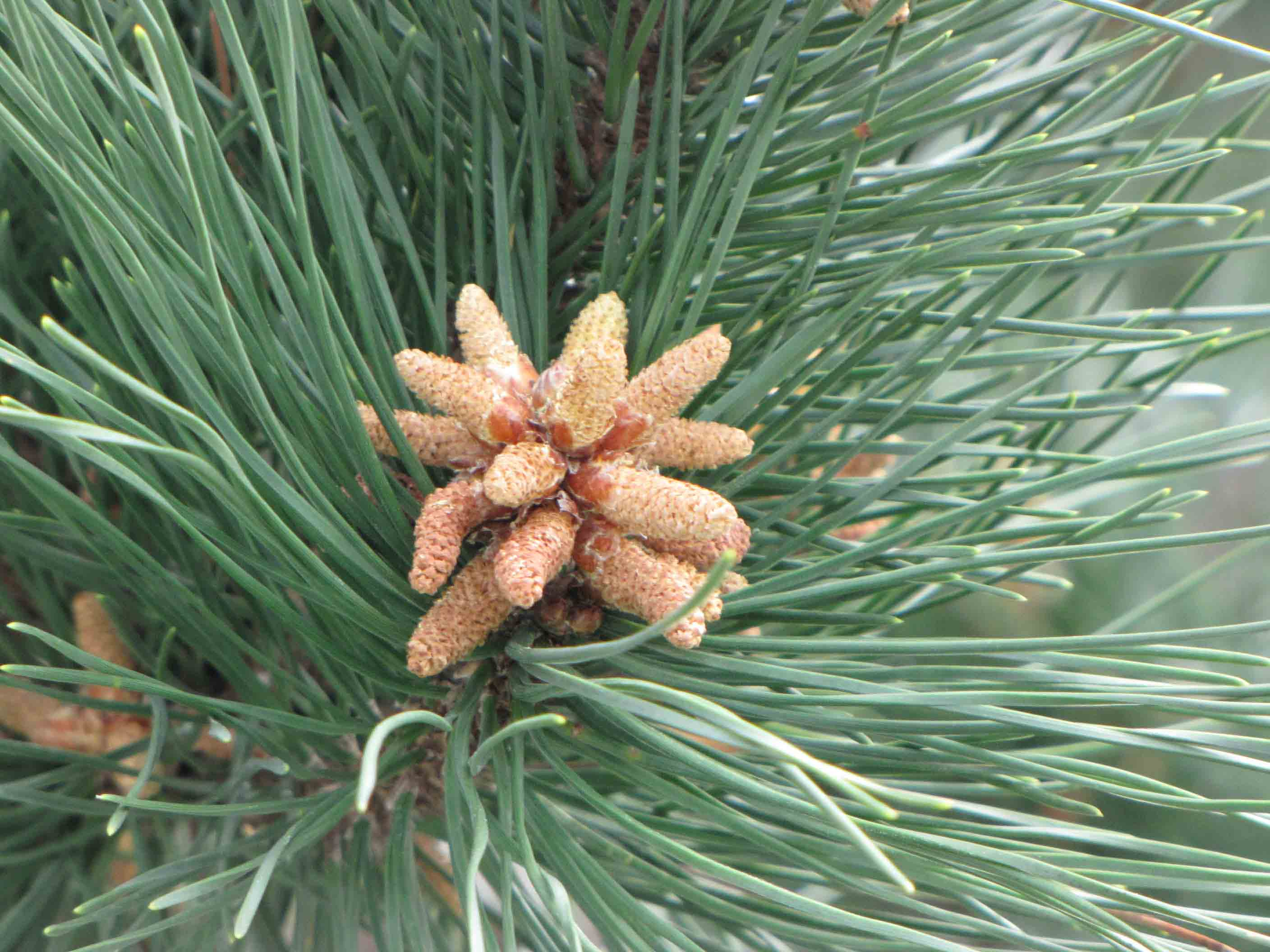
雄花

## 生態
他のマツ科針葉樹と同じく、菌類と樹木の根が共生して菌根を形成している。樹木にとっては菌根を形成することによって菌類が作り出す有機酸や抗生物質による栄養分の吸収促進や病原微生物の駆除等の利点があり、菌類にとっては樹木の光合成で合成された産物の一部を分けてもらうことができるという相利共生の関係があると考えられている。菌類の子実体は人間がキノコとして認識できる大きさに育つものが多く、中には食用にできるものもある。土壌中には菌根から菌糸を通して、同種他個体や他種植物に繋がる広大なネットワークが存在すると考えられている。外生菌根性の樹種にスギやニセアカシアが混生すると菌根に負の影響を与えるという報告がある。土壌の腐植が増えると根は長くなるが細根が減少するという。
リュウキュウマツは天然林で大きな群落を作ることは稀で、尾根筋、岩場、乾燥気味の法面などに局所的に群落を作ることが各地で報告されている。伊是名島での観察によればリュウキュウマツが優勢な場所は表層はチャートや砂岩のような堆積岩崩壊物で、土壌は酸性だという。沖縄でもかつて焼畑が行われており、特に農業目的のものが多かったという。分布域にいくらか影響があると思われるがよくわかっていない。
国頭マージと呼ばれる変成岩が母材の沖縄独特の酸性の強い粘質貧栄養の赤色・黄色土に適応しており、特に黄色土のタイプでの生育が良い。サンゴ礁が隆起してできたいわゆる琉球石灰岩の土壌や、これを母材とする島尻マージなど塩基性赤土は不適地であり、著しく風化が進んだものか酸性土壌の混合でないとマツは生育不良となるという。酸性貧栄養の土壌はパイナップルの適地でもあり、パイナップル栽培のために開墾されマツが消えた分布地も多いという。石垣島ではかつて直径1メートルを超す巨松が群生していた。国頭マージは不適切な扱いを行うと表土侵食を受けやすく、赤土流出による海洋汚染を引き起こすことでも知られており、パイナップル畑からの流出も問題となっている。
同属近縁のアカマツ（Pinus densiflora、マツ科）などではアレロパシーを持ち、他の植物の生育を阻害している報告があり、分類的に近いリュウキュウマツにも恐らくあると思われるがよくわかっていない。
リュウキュウマツには幾つかの枯死にいたる重大病害が知られているほか、高温障害が見られることがあるという。マツ材線虫病の蔓延や化石燃料の普及によるマツ林の放棄などによりリュウキュウマツ林は広葉樹化が進行している。
熱帯産のマツを中心に原産地以外で植栽するとしばしば知られることではあるが、本種苗木も適当な日長条件下に置くと側枝が伸びず主幹ばかりが伸びるfoxtailing（和名未定）という異常成長が見られる。実験では本種のfoxtailing現象は日長12時間の時に最も頻繁に見られ、それ以下でも以上でも減少したという。日長の長さの違いは植物、動物共に様々な影響を与えることが知られている。本土のアカマツやクロマツは沖縄で育てると極めて成長が悪いといい、原因の一つに日長が違うことが考えられている
。逆に福岡県に持ち込まれたリュウキュウマツの観察では、発芽後数年は成長が良いものの、5年生以後が急激に悪くなるため本土での植栽は不適と評価されている。また、熱帯多雨地域の樹種にありがちであるが、本種も冬芽を形成せず連続成長することでも知られる。自生地より高緯度の和歌山県へ移入された個体を観察した結果ごく小さい冬芽を形成し、生長を止めるものがあったという。
葉の寿命はマツ属の中では短く関西地方における観察では平均2.2年だという。通常の落葉時期は初夏で沖縄はこのころ台風が来るようになる。台風で落葉した葉の方が通常の落葉よりも窒素とリンの値が高く土壌中で早く分解されるといい、リュウキュウマツ林において台風があることで窒素とリンの循環が行われていることが示唆されている。
沖縄に住むネズミ類にはリュウキュウマツの球果を齧り中の種子を食べるものがいる。在来種のケナガネズミ（Diplothrix legata）、外来種のクマネズミ（Rattus rattus）は共にエビフライ状の食痕を残し、食痕だけでは見分けが困難だが、残された糞の形状も考慮するとどちらのネズミが食べたのか推定できるという。
小笠原諸島には1899年に持ち込まれ、太平洋戦争後の米軍占領時には耕作放棄地などで大きな群落が見られたというが、1979年にマツ材線虫病が小笠原に侵入し、強感受性の本種は数を大幅に減らした。2005年の調査では日当たりのよい乾燥気味の急斜面では実生も観察され、生態的なニッチに合致したと見られている。逆に湿潤環境を好むムニンヒメツバキ（Schima mertensiana、ツバキ科）が上層を占め階層構造になっているような場所は実生は見られず、このようなリュウキュウマツ群落は衰退していくことが予想されている。
小笠原でリュウキュウマツが定着するような乾燥した急斜面裸地は絶滅危惧種の昆虫オガサワラハンミョウ（Cicindela bonina、ハンミョウ科）の生息地でもあり、落葉の堆積などによってハンミョウが減少し局所的に絶滅しているという。小笠原の昆虫ではほかに外来トカゲのグリーンアノール（Anolis carolinensis、イグアナ科）の高い捕食圧 、松くい虫防除のための農薬散布の影響なども指摘されている。これらは現地での伐採や駆除などによる域内保全のほか、絶滅危惧種を本土に隔離しての域外保全も行われている。一方でこの国内外来種を利用している種もおり、通常は小笠原の岩場に営巣する猛禽類のオガサワラノスリはリュウキュウマツを営巣場所として利用した記録があるという。本種に限らずマツ科針葉樹は猛禽類の営巣場所としてしばしば高い確率で選ばれることで知られており、枝を同じ高さから輪生に出すから巣を安定させやすいのではないかと言われているが、よくわかっていない。
セミの仲間には特定の樹種を好むものもいるが、南西諸島に分布するヤエヤマニイニイ（Platypleura yayeyamana）は針葉樹林を好み、リュウキュウマツ林やイヌマキ林でよく見られる。ハルゼミ（Yezoterpnosia vacua）もマツ林でよく見られるセミで、伊豆諸島などでは移入したリュウキュウマツ林でも見られるという。

菌根による地下ネットワークの模式図

### マツ材線虫病
マツ材線虫病（英：pine wilt、通称：松くい虫）は本種をはじめ全国的にマツ類の枯死被害をもたらしている病害である。原因は線虫による感染症であることが1971年に日本人研究者らによって発表され、その後カミキリムシによって媒介されることが判明した。日本のマツ類はこの病気に感受性が高く、枯死しやすいことから媒介昆虫であるカミキリムシの駆除や殺線虫剤の樹幹注入などの対策が被害の先端地域や保安林などの重要な森林を中心に進められている。また、被害の大きかった森林でも枯死せずに生き残ったマツを選抜して種を採り、線虫に強い系統を探し固定する試みが行われている。
線虫抵抗性系統のリュウキュウマツは幾つか見つかっているが数はあまり多くない。また、いずれも産地が沖縄本島に偏っていること、島嶼部に分布する種であるために島ごとに遺伝子が異なっている可能性があり、不用意に本島の抵抗性個体を持ち込むと遺伝子汚染につながることが懸念されており課題だという。他のマツ同様に弱毒性系統の線虫を事前に接種しておくと、強毒性の線虫を摂取した時でも生存しやすいというワクチンのような誘導抵抗性が見られるという。
沖縄県で見られるリュウキュウマツの集団枯損にはマツノザイセンチュウ（Bursaphelenchus xylophilus）が関与していないと見られるものがしばしば報告されている。
材線虫病は沖縄だけでなくリュウキュウマツ移入地の小笠原にも侵入しておりリュウキュウマツ群落に影響を与えている。

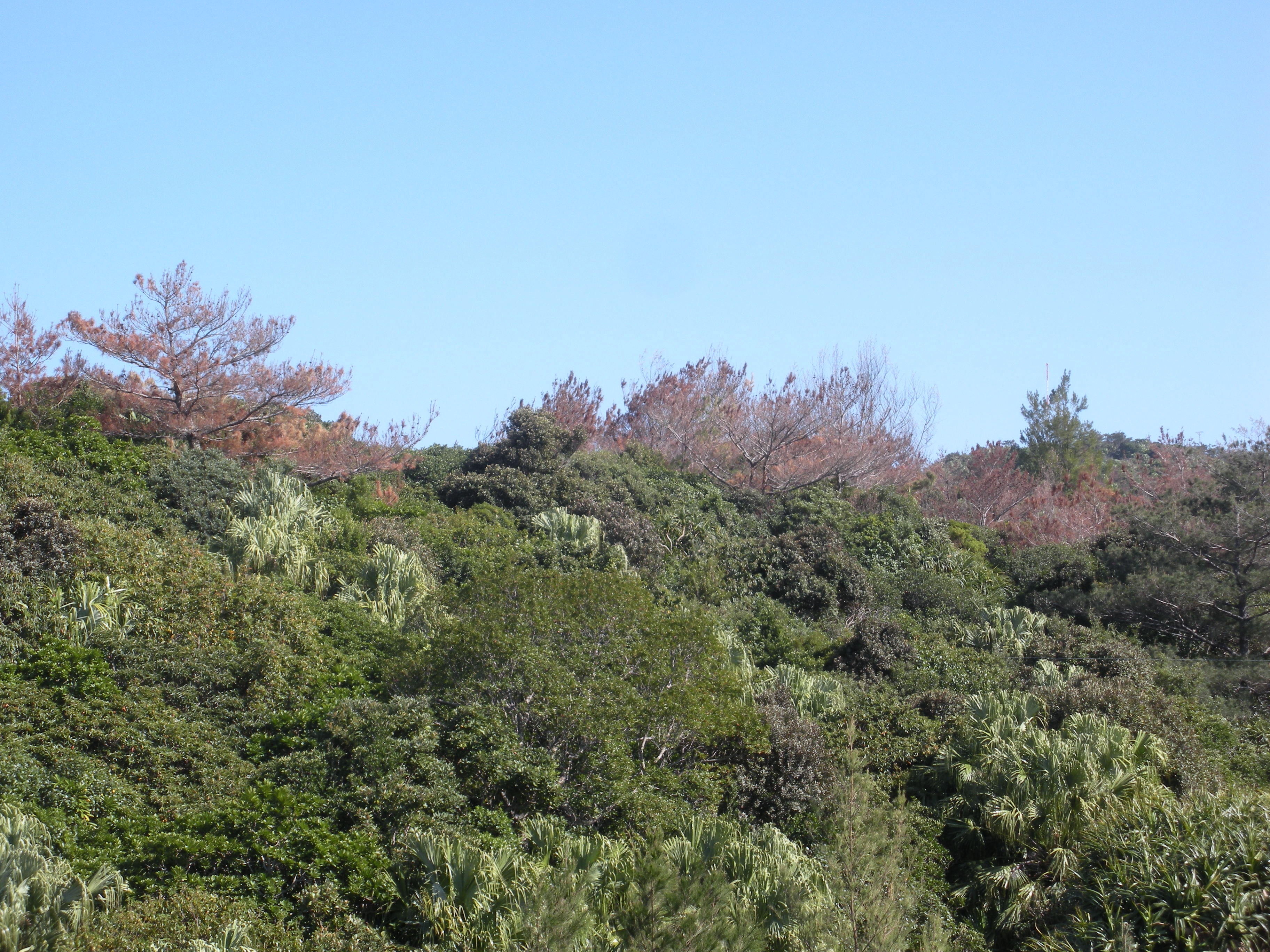
枯死したリュウキュウマツ（小笠原諸島父島）
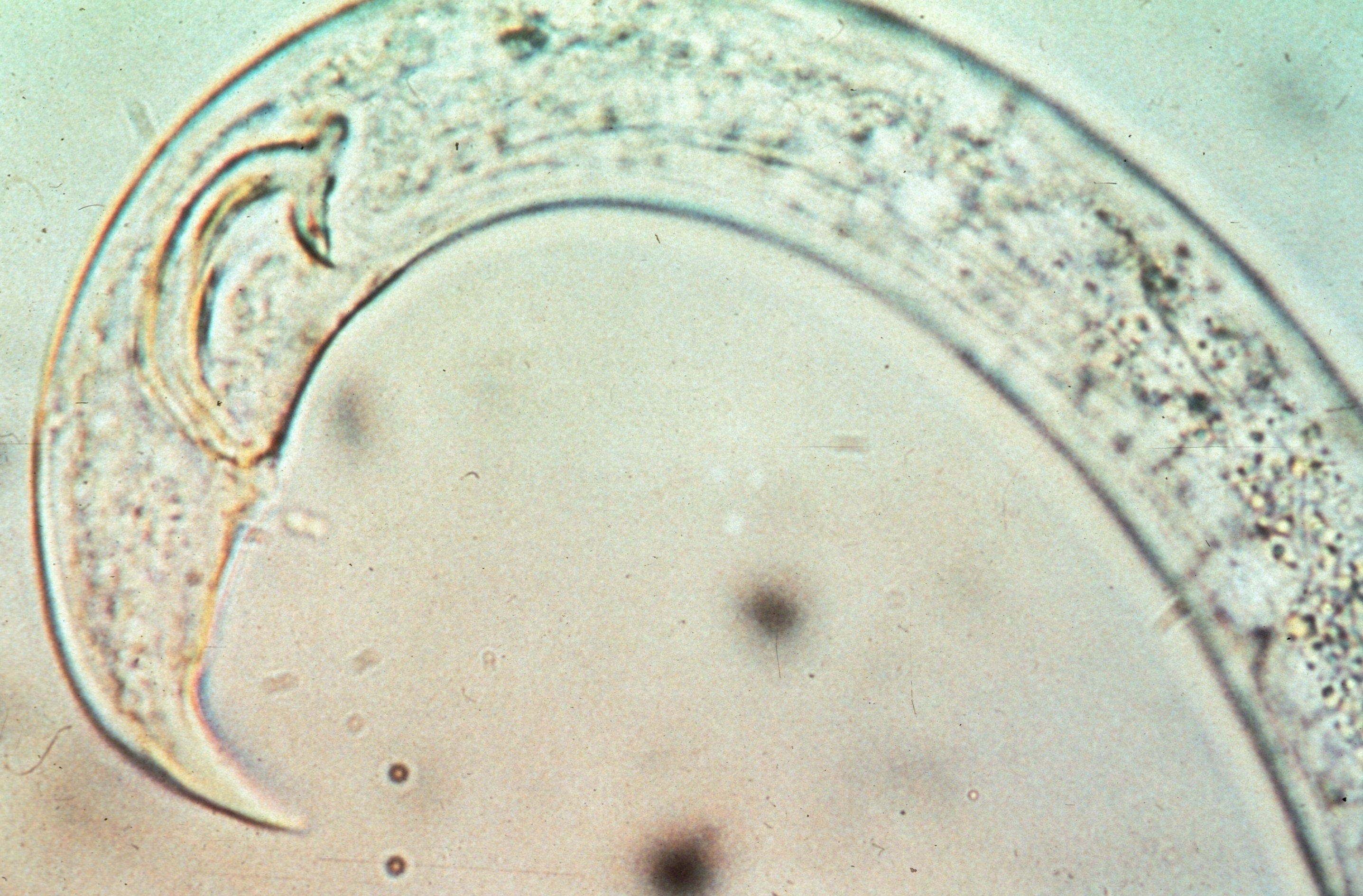
マツノザイセンチュウ(Bursaphelenchus xylophilus)
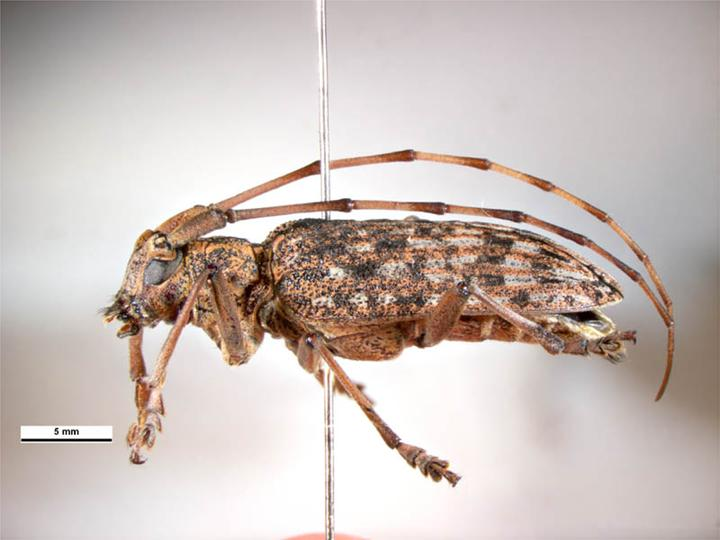
主要な媒介昆虫であるマツノマダラカミキリ（Monochamus alternatus）
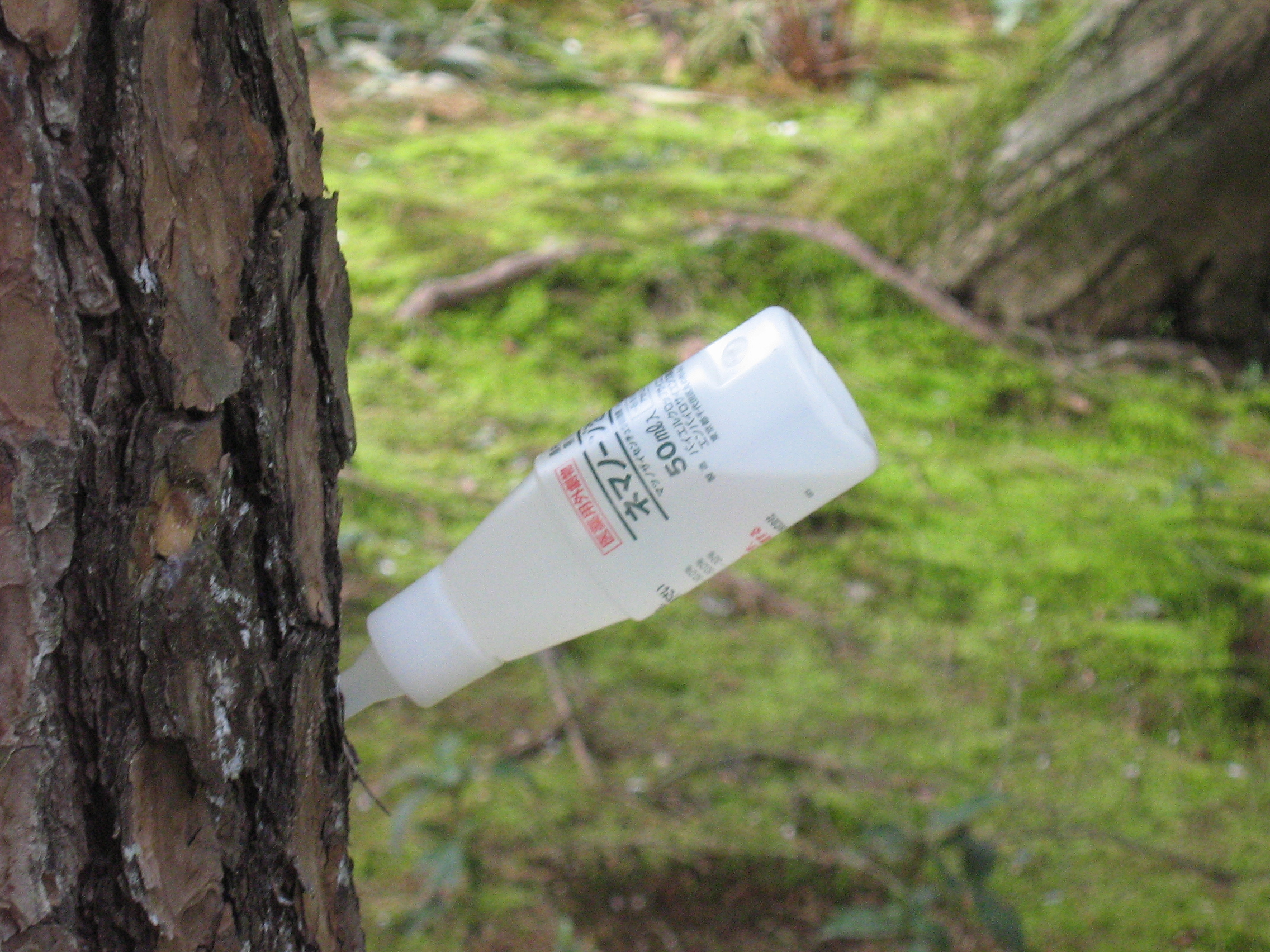
殺線虫剤の樹幹注入

### 南根腐病
南根腐病（英：brown root rot）は熱帯地域の各種樹木に発生し枯死に至ることが多い致命的な病害である。日本においても石垣島の防風林において1980年代後半にまとまった被害が確認され、病名和名を南根腐病とすることが提案された。病原性が強いことのほか、地中の根の接触部から感染するという様式、非常に多くの樹種に感染することなどが課題として研究が進められている。

## 分布
トカラ列島・悪石島以南の南西諸島に分布する。ただし、このうち元々分布していたのは第三紀層・中世層・古生層などの地質時代の古い島に限られており、それ以外は移入種であるという。明治以降、緑化または薪炭材にするために小笠原諸島にも移植され、父島と母島で広く繁茂する外来種（帰化植物）となっている。

## 人間との関係
沖縄県を代表する針葉樹としてイヌマキとともに育種に力が入れられている。リュウキュウマツ施業については諸説あるが、パルプ用材を目的とした場合は広葉樹混交、密植、伐期20年程度という案が示されている。

### 木材
気乾比重は0.6程度。曲げ強度などはアカマツに近くかなり強い。シロアリに弱いのが欠点で、 亜熱帯でシロアリの種類と数が多く食害被害も多い沖縄では、シロアリが好むリュウキュウマツの材は建材として使われるのは稀である。代わりにこの性質を利用して家の周りにマツ材を埋め込み、シロアリを誘因するものとして用いた。地中に埋めたマツ材は定期的に掘り起こして焼却することで殺虫し、新しい丸太を埋めることでシロアリが家に寄り付かないようにしていたという。本種に限らずマツ類はシロアリが好む樹種として知られている。このため、薬剤注入などが研究されている。
シロアリ被害の多い沖縄で珍重されるのはシロアリに強いイヌマキである。ただし、近年はコンクリート構造が圧倒的に人気で1990年着工の木造率は床面積の僅か1.3％に留まるという。

### 燃料
樹脂に富むために着火性は非常に良好。太い枝や幹だけでなく、葉や球果（松ぼっくり）も余さず利用でき、家庭用ガスが普及する前はこのことによって、林床に腐植が少なく貧栄養かつ乾燥状態で保たれ、植生遷移が進まずマツ林の維持に繋がった一因であると考えられている（いわゆるコモンズの悲劇の手前の状態が保たれていた）。
ただし、サンゴ礁が隆起してできた石灰岩質の島を中心に、マツ以外の樹木を利用していたという証言が多い。家庭用の燃料としては特にアダンの枯葉をよく集めたという。ソテツやモクマオウ、マツの葉も利用されたが局所的であった。このような島では日々の燃料の確保に苦労したところが多く、樹木を伐採して薪にするのは庶民では稀であったという。リュウキュウマツが比較的多い沖縄本島北部では、松脂は「マチアンダ」、球果（松ぼっくり）は「マチナイ」ないし「マチナイクークー」、種子は「マチサニ」などマツの各部に方言が与えられており、身近な樹木であったことがうかがえる。

### 食用・薬用
葉、花、樹脂などが薬用として用いられていたという。球果からの抽出物に抗腫瘍活性を示すものがあるという。
マツを直接食べるわけではないが、マツ林には菌根性のキノコがよく発生する。南西諸島は野生キノコの利用は比較的少ないが、菌根性のハツタケが各地のマツ林で採取され、よく食用とされていたと証言が残る。ハツタケは島ごとに方言名も多く、「シムジ」、「シメジ」、「マツギーミン」、「マツタケ」、「シメジナーバ」などと呼ばれていた。キノコのことを「ナバ」と呼ぶのは、萌芽更新の際のひこばえのことを古語では「なばえ」ともいい、キノコが生える様がこれに似ていたことに因むという説がある。この呼び名は南西諸島以外に九州の一部と、四国の西部、広島県などでも見られ、これらの地域には文化的な交流があった可能性も指摘されている。

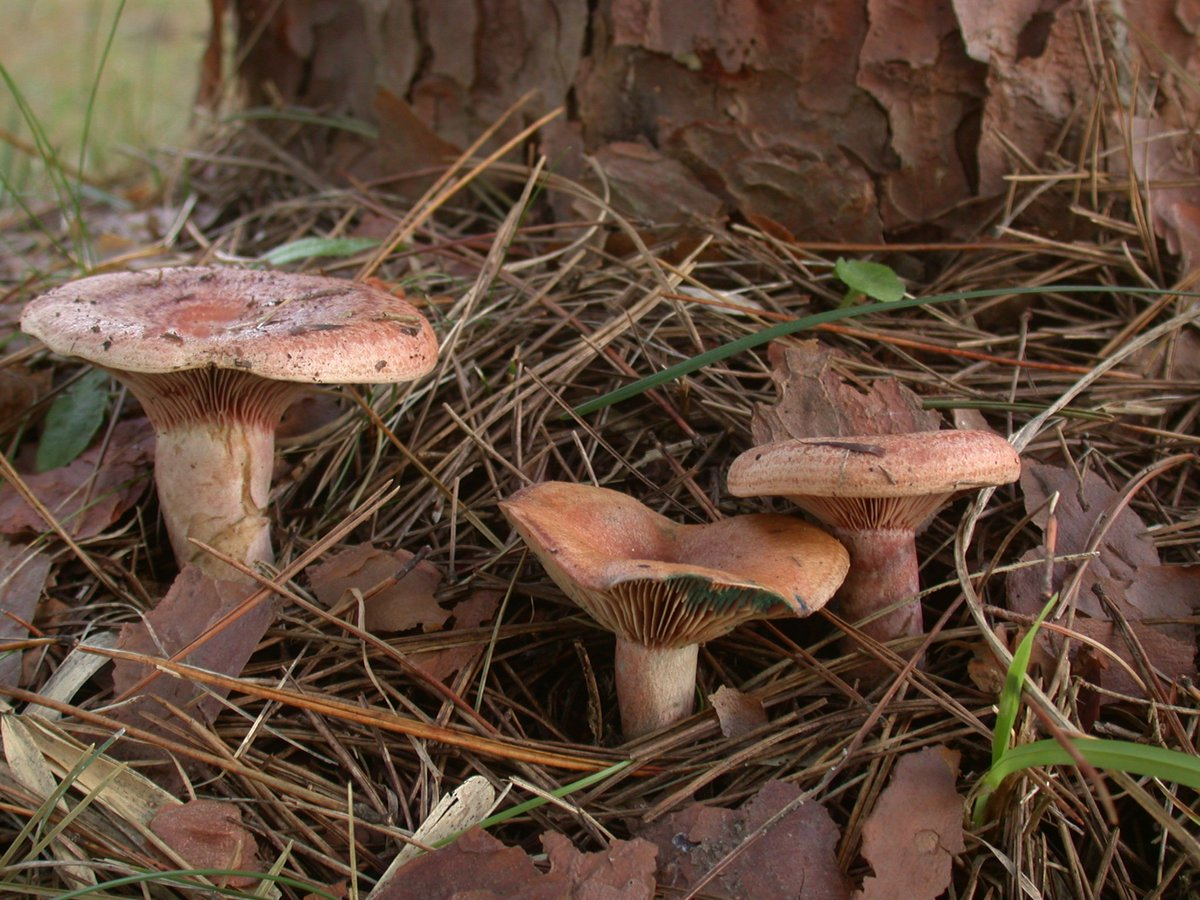
参考：マツ類の根元に発生したハツタケ

### 防災・風致
各種広葉樹とともに海岸林を構成する一種である。琉球王朝時代より植栽も行われた。ただし、本土の海岸クロマツ林とは違い、沖縄は海岸に適応した広葉樹の高木が多く、リュウキュウマツが占めるのは一部である。17世紀の政治家・蔡温はリュウキュウマツとともにアダン、テリハボクによる海岸林の植栽を奨励している。大戦前はマツは広範囲に見られたというが、現在は比較的風の弱いところに多いという。
沖縄の城（グスク）跡地やその周辺にはたいていリュウキュウマツの大木がある。道路の法面にも使われている。
銘木として有名なものに沖縄県伊平屋村の念頭平松、久米島の五枝の松がある。戦前、沖縄本島の首里から普天間宮へ至る参道には、5キロメートル (km)にわたるリュウキュウマツの並木道、宜野湾並松（じのーんなんまち）が存在した。久米島にはナガタケ松並木、タキンダ松並木が残る。
台湾には、日本統治時代にリュウキュウマツが移植された。台湾東部、花蓮市美崙山の松園別館は、日本海軍の第303部隊駐屯地として建造され、周囲にリュウキュウマツが植栽された。現在では、台湾歴史建築百景に数え上げられ、松と建築物の調和の美しさで人気を集めている

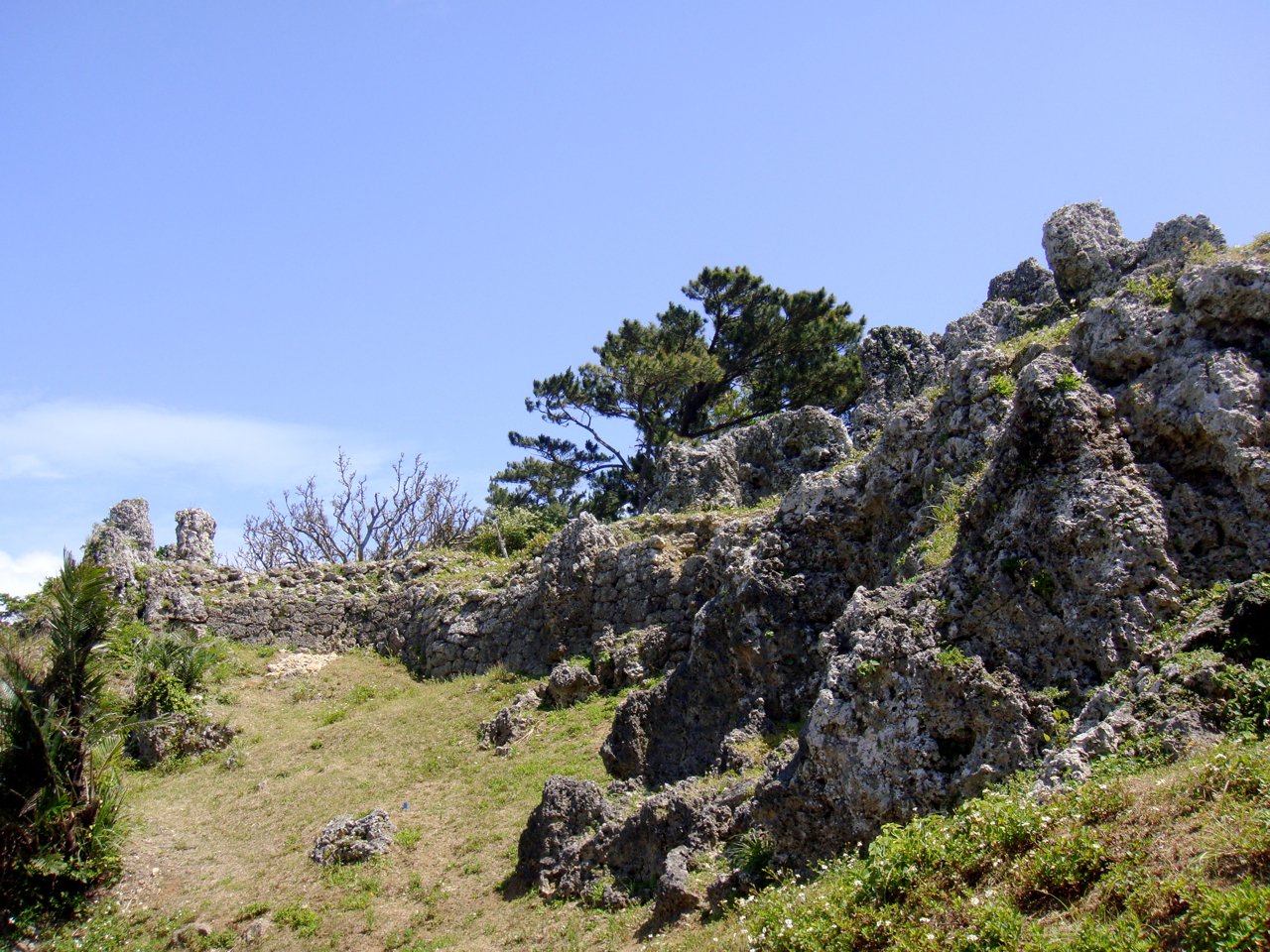
グスク跡に生えるリュウキュウマツ
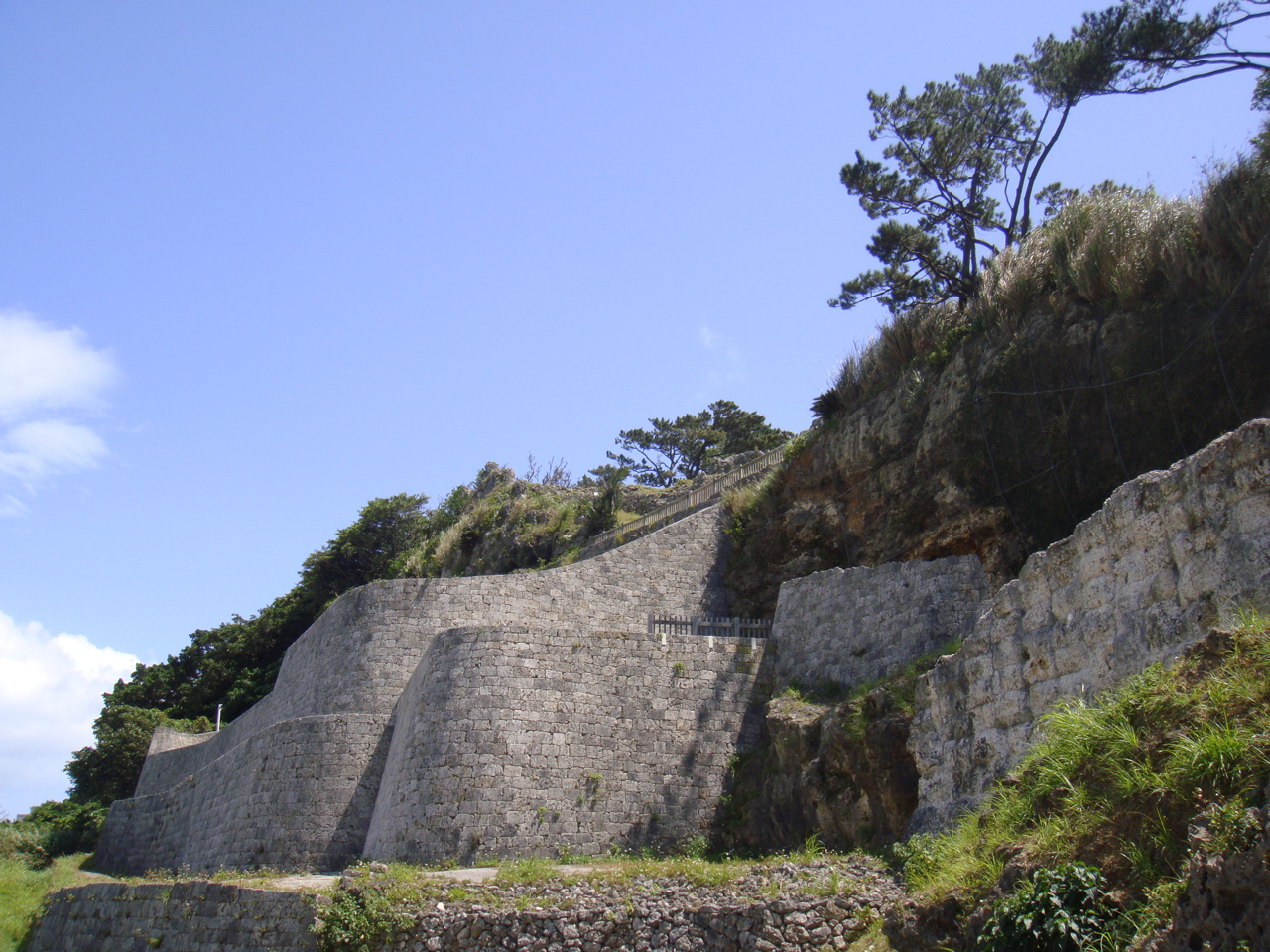
琉球王の陵墓とリュウキュウマツ(浦添ようどれ)
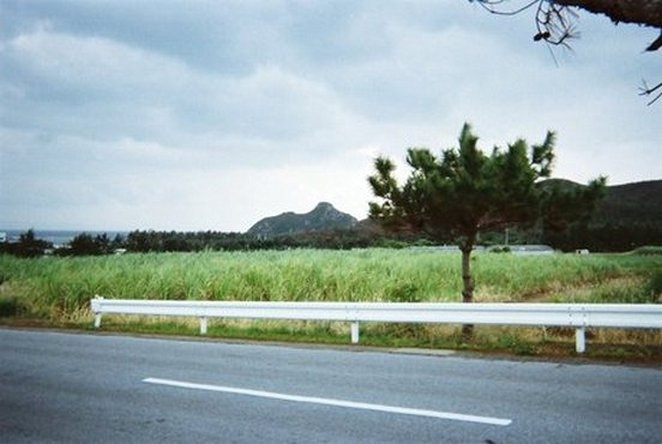
農地脇の個体（伊是名島)
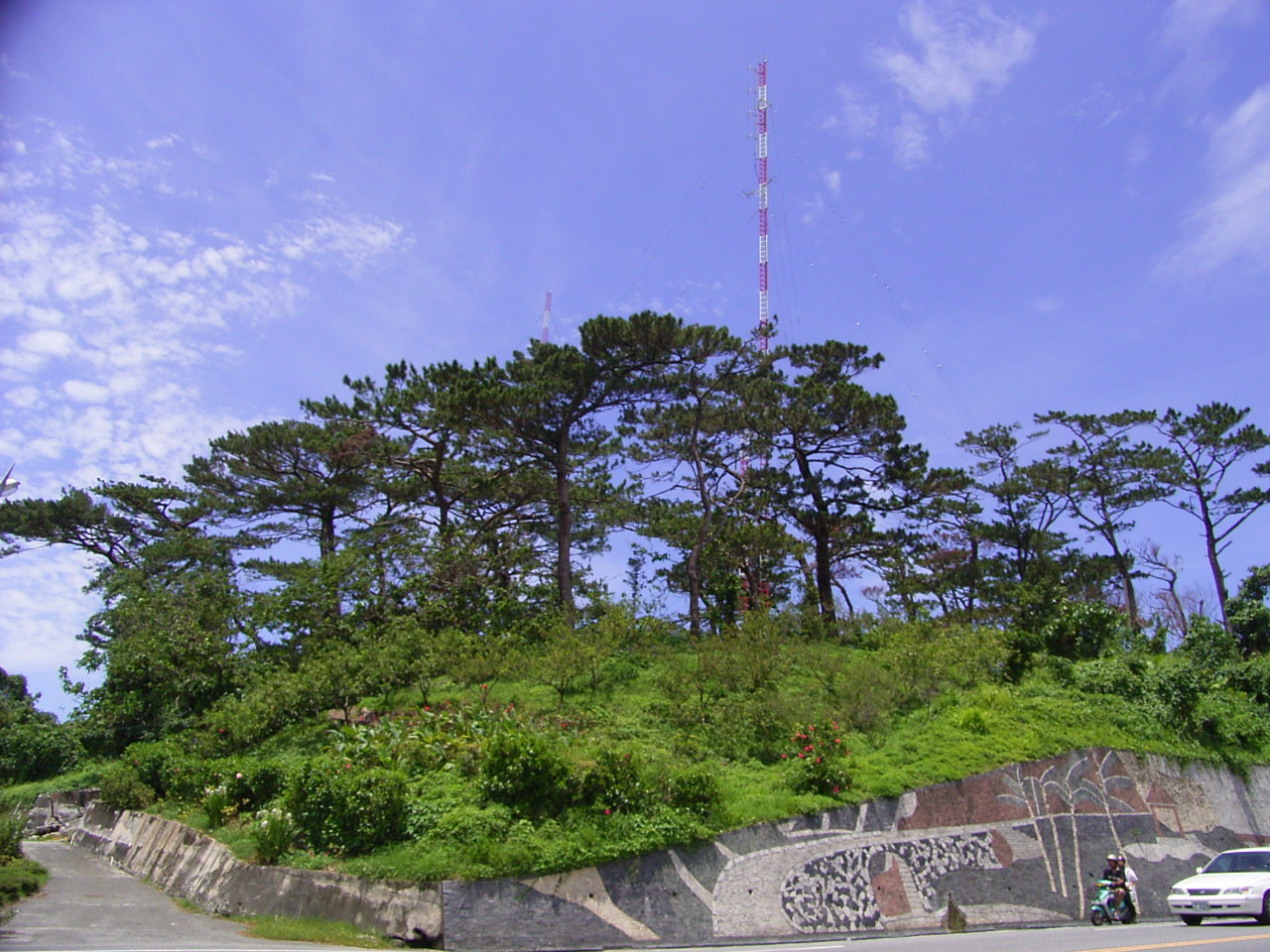
台湾東部、花蓮市美崙山南麓のリュウキュウマツ。2006年撮影。
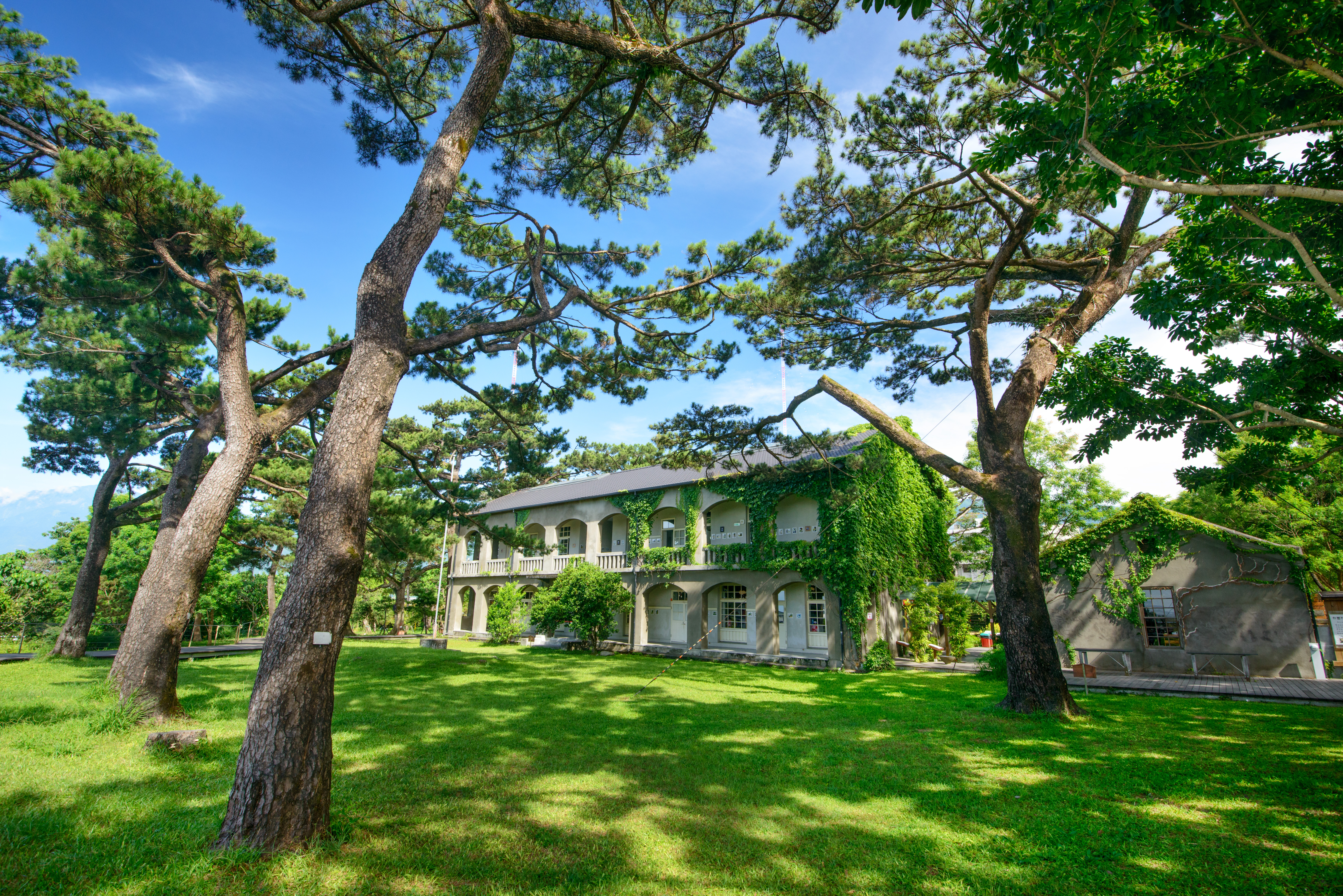
台湾東部、花蓮市美崙山の「松園別館」

### 種の保全状況評価
鹿児島県で準絶滅危惧種の指定を受けている。

### リュウキュウマツをシンボルとする自治体
以下の市町村で自治体の木として扱われている。また、沖縄県の木でもある。1967年（昭和42年）の琉球政府時代に定められ、1972年（昭和47年）5月の沖縄返還以後、同年10月に当時の県知事であった屋良朝苗の名前で改めて告示された。
- 鹿児島県： 龍郷町[71], 奄美市[72]
- 沖縄県： 座間味村, 今帰仁村[73], 宜野座村[74], 久米島町

以下はかつて指定していた自治体（消滅）
- 具志川村

## 分類学的位置づけ
分類学的には日本本土の種ではアカマツよりもクロマツに近く、中国大陸や台湾のマツ類にも近いものがいるとされる。
中国産や台湾産の種と比べたときにリュウキュウマツは比較的遺伝的多様性が高いといい、他種との交雑機会が何度かあったのではないかと推測されている。日本が温暖な時に分布していた絶滅種の Pinus mikii化石は樹脂道や気孔の配置が東アジア産種の中でもリュウキュウマツに近く、特に日本のクロマツとリュウキュウマツについてはこの種が祖先で分化していった可能性が指摘されている。

## 名前
和名リュウキュウマツ（琉球松）はかつての沖縄の名称琉球で、分布地に因むものである。種小名 luchuensisも同じ意味。地方名は南西諸島全般として「マチ」や「マーチ」「マツギ－」「マティ」などほぼ同じような発音で呼ばれており、大きな違いは無いようである。方言固有の意味はなく標準語のマツ（松）と起源は同じとみられる。
別名はリュウキュウアカマツ（琉球赤松）、オキナワマツ（沖縄松）。